# Рибоєдзько (Великопольське воєводство)
Рибоєдзько (пол. Rybojedzko) — село в Польщі, у гміні Стеншев Познанського повіту Великопольського воєводства.
Населення — 123 особи (2011).
У 1975-1998 роках село належало до Познанського воєводства.

## Демографія
Демографічна структура станом на 31 березня 2011 року:
|          | Загалом | Допрацездатний вік | Працездатний вік | Постпрацездатний вік |
| -------- | ------- | ------------------ | ---------------- | -------------------- |
| Чоловіки | 61      | 14                 | 46               | 1                    |
| Жінки    | 62      | 12                 | 43               | 7                    |
| Разом    | 123     | 26                 | 89               | 8                    |